# Йорма Ело
Йорма Ело (фін. Jorma Elo; нар. 30 серпня 1961, Гельсінкі, Фінляндія) — фінський хореограф, педагог, нагороджений вищою державною нагородою для митців — медаллю «Pro Finlandia».

## Біографія
У школьні роки планував стати професійний хокеїстом, проте з 1973 року почав займатися танцями у стилі модерн і джаз. З 1974 року вивчав класичний танець спочатку у балетній школі при Фінському національному балеті, а з 1979 до 1980 роки проходив навчання у Ленінградському хореографічному училищі.
З 1978 до 1984 рік танцював у складі Фінського національного балету (у 1983 році пройшовши військову службу). У 1980 році брав участь у міжнародному конкурсі артистів балету у Варні (Болгарія), а у 1984 році вийшов у фінал міжнародного балетного конкурсу у Гельсінкі.
З 1984 до 1990 рік танцював у трупі Балету Кульберг (Стокгольм) з хореографом Матсом Еком, у 1990 році перейшов у Нідерландський театр танцю (Гаага), де працював з хореографами Іржі Киліаном, Охадом Нахаріном, Вільямом Форсайтом і Полом Лайтфутом. У 2004 році закінчив танцювальну кар'єру.

### Хореограф
У 2000 році дебютував як хореограф, поставивши балет «Вигляд звідси» («The View from Over here») на збірну музику для Балету Пенсільванії (Філадельфія) і «Чистий сніг» («Blank Snow») на музику Георга Генделя для Балету Альберти (Едмонтон, Калгарі; Канада).
У 2005 році розпочав роботу хореографа Балету Бостона, де відбулися світові прем'єри балетів: «Гостра грань темряви» («Sharp side of Dark») на музику Й. С. Баха (2002); «План Б» («Plan to B») на музику Г. І. Ф. фон Бібера (2004); «Кармен» на музику Ж. Бізе (2006); «Затримай погляд» («Brake the Eyes») на музику В. А. Моцарта, аранжовану для синтезатора (2007); «На синьому» («In on Blue») на музику Е. Ізаї та Б. Геррманна (2008); «Весна священна» І. Стравінського (2009); «Досвід Ело» («Elo Experience full evening work») (2011).
Поставлені балети для балетної трупи Базельського театру, Балета Дебрецена (Угорщина), Балета Альберти («Послідовний відпочинок фавна» на музику К. Дебюссі, «Бачення троянди» на музику К. М. фон Вебера), Норвезького національного балету, Фінського національного балету, трупи Нью-Йорк Сіті балету («Заточуючи до гостроти» на музику А. Вівальді та Г. І. Ф. фон Бібера, «Проєкт Даймонда», 2006), АБТ/Американського театру балету («Стоп світло» на музику В. А. Моцарта та Ф. Гласса, 2006; «Близько до Чака (Клоузу)» / «C. to C.» — «Close to Chuck» на музику Ф. Гласса, 2007), Балету Сан-Франциско («Подвійне зло» на музику Ф. Гласа та В. Мартинова, 2008), балетної трупи Венеційської державної опери («Сон у літню ніч» на музику Ф. Мендельсона, 2010), Національного балету Канади/Торонто («Pur ti Miro»/«Радість погляду, почуттів блаженство» на музику Л. ван Бетховена та К. Монтеверді, 2010), Данського королівського балету, Балету Цинциннаті, Штутгардського балету.
У 2010 році у Московському академічному музичному театрі ім. Станіславського і Немировича-Данченка був поставлений балет «Заточуючи до гостроти», який став першою роботою хореографа в Росії.
У 2011 році, у межах проєкту «Відображення» (спільного проєкту Большого театру, агентства «Ардані» та Центру виконавських мистецтв графства Оранж — нині Центру мистецтв ім. Сегерстромов) на сцені Большого театру показали його хореографічний номер «Одна увертюра» на музику В. А. Моцарта у виконанні Марії Кочеткової.
Він — автор костюмів до багатьох своїх балетів, також постійно виступає як художник по світу і постановник відеоефектів.

## Сім'я
- Батько — Яакко Ело (нар. 1925), фінський уролог.
- Мати — Рут Ело (фін. Ruth Elo, до шлюбу Карлстедт), дантистка.
- Партнерка — Ненсі Еуверінк (фін. Nancy Euverink), нар. 1968, балерина; з 2012 року директорка кафедри танцю Гаазької консерваторії.

## Хореографія
- The View from Over here («Вигляд звідси») / Пенсільванський балет, Філадельфія, 2000
- Blank Snow («Чистий сніг») / Балет Альберти, Калгарі, Едмонтон Канада, 2000
- Faun/Spectre / Балет Альберти, Канада, 2001
- Twisted Shadow / Фінський національний балет, Гельсінкі, 2002
- Sharp side of Dark («гостра грань темряви») / Бостонський балет, 2002
- 1st Flash («Перший спалах») / NDT 1[en] , 2003
- Red with Me (2003) Pecs Ballet (Hungary)
- Black Shine (2003) Gala Stockholm
- DREAMTEAM (2003) Stockholm 59 North
- Happy is Happy / Фінський національний балет, Гельсінкі, 2004
- One Cue (2004) Pecs Ballet (Hungary)
- Plan to B (План Б) / Бостонський балет, 2004
- Drive (2004) Stockholm 59 North
- Cut to Drive (2004) Norwegian National Ballet (NOKO)
- Plan to A (План А) / NDT 1, 2004
- Two Fast / Фінський національний балет, Гельсінкі, 2004
- Hammer (2005) Ballet Debrecen (Hungary)
- OFFCORE / Фінський національний балет, Гельсінкі, 2005
- Carmen / Бостонський балет, 2006
- Slice to Sharp («Заточуючи до гостроти») / Нью-Йорк Сіті балет, 2006
- Slice to Core (2006) Ballet Nurnberg
- Scenes View 2 (2006) Ballet X (Philadelphia)
- Glow- Stop (2006) American Ballet Theater
- Pointe OFF (2006) Aspen Santa Fe Ballet (Colorado)
- 10 to Hyper M.(2006) Royal Danish Ballet
- Nijinsky(film)(2007) Finnish TV
- З усіх місць (2007) Hubbard St. dance company (Chicago)
- C. to C. (2007) American Ballet Theater
- Brake the Eyes («Затримай погляд») / Бостонський балет, 2007
- Brake Green (2007) Norwegian National Ballet
- 2007 Royal Ballet of Flanders (Antwerp)
- Lost on Slow (2008) Royal Danish Ballet
- In on Blue («На синьому») / Бостонський балет, 2008
- Double Evil (2008) San Francisco Ballet
- Red Sweet (2008) Aspen Santa Fe Ballet
- Death and the Maiden (2008) Norwegian National Ballet
- Requiem (Mozart) (2008) Gothenburg Ballet (Sweden)
- Suite Murder / Фінський національний балет, Гельсінкі, 2008
- Sacre du Printemps («Весна священна») / Бостонський балет, 2009
- Bitter Suite (2009) Hubbard Street Dance Chicago
- Кілька днів про Tim, Solo для Tim Mathiakis (2010) for gala in Greece, Athens
- Midsummer Nights Dream (2010) Full evening work, Vienna state Opera Ballet, Austria
- One Concerto (2010) Boston Ballet school, Boston
- Pur ti Miro (2010), Національний Ballet of Canada, Toronto
- RED in 3 (2010), Stuttgart Ballet, Stuttgart, Німеччина
- Touch (2010 October) Norwegian National Ballet, Oslo, Norway
- ONE Overture («Одна увертюра»), соло для Марії Кочеткової / Большой театр, Москва, 2011 Reflections project Moscow, Bolshoi
- Elo Experience full evening work («Досвід Ело») / Бостонський балет, березень 2011
- Pulcinella, with Philadelphia Symphony Orchestra (2011) Pennsylvania Ballet, Philadelphia USA
- Golden Partita, Basler Ballett (2011) Basel, Switzerland
- ONE/end/ONE Houston Ballet (2011) Houston Texas, USA
- Over Glow, Aspen Santa Fe Ballet (2011) Wolftrap Washington DC
- Kings 2 Ends (2011) Scottish Ballet Edinburgh, Scotland UK
- Still of King, Solo for Marcello Gomes (ABT) Московський академічний музичний театр, Москва, 2011
- Sharper side of Dark, Boston Ballet, premiere Boston 2012
- Awake Only / Бостонський балет, Бостон, 2012
- Killer Sweet, Royal Ballet of Flanders, Belgium, premiere Antwerp 2012
- Dream of Dream / Большой театр, Москва, 29 червня 2012